# Otto Falvay

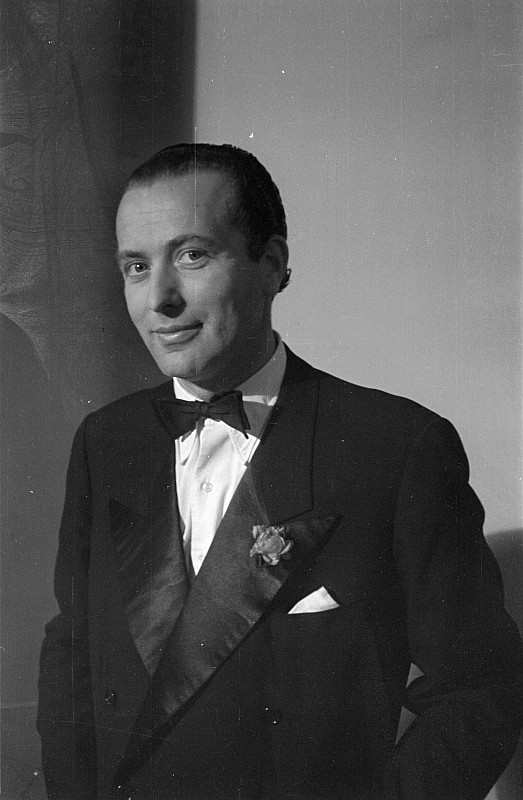
Otto Falvay (1945)

Otto Franz Falvay (* 4. Juli 1912 in Wien; † unbekannt) war ein deutscher Sänger (Tenor).

## Leben und Wirken
Er war der Sohn eines Kommerzienrates. Nach dem Schulbesuch erhielt er eine Gesangsausbildung in Wien und kam 1938 als Operettentenor an das Zentraltheater nach Dresden. 1939 wechselte er nach Karlsbad in den Reichsgau Sudetenland. 1942 kehrte er nach Dresden zurück und sang fortan am Theater des Volkes. Nach den Kriegszerstörungen Dresdens 1945 ging er an das Metropoltheater nach Berlin, wo er bis 1950 blieb.

### Singles
- (im Duett mit Ruth Zillger): Warte, warte nur ein Weilchen (1950)